# Неготино (община)
Общи́на Него́тино (мак. Општина Неготино) — община в Північній Македонії. Адміністративний центр — місто Неготино. Розташована в центральній частині Македонії у складі Вардарського регіону з населенням 19 212 особи, які проживають на площі — 426,46 км².

## Населені пункти
| №  | Населений пункт | Населення, осіб (2002) |
| -- | --------------- | ---------------------- |
| 1  | Брусник         | 3                      |
| 2  | Веш'є           | 45                     |
| 3  | Войшанці        | 432                    |
| 4  | Горний Дисан    | 11                     |
| 5  | Долний Дисан    | 931                    |
| 6  | Дуброво         | 49                     |
| 7  | Криволак        | 1021                   |
| 8  | Курія           | 214                    |
| 9  | Неготино        | 13284                  |
| 10 | Пепелиште       | 1070                   |
| 11 | Тим'яник        | 1155                   |
| 12 | Тремник         | 827                    |
| 13 | Црвені Брегови  | 170                    |

| Північна Македонія | Це незавершена стаття з географії Північної Македонії. Ви можете допомогти проєкту, виправивши або дописавши її. |